# Clovis (Marte)

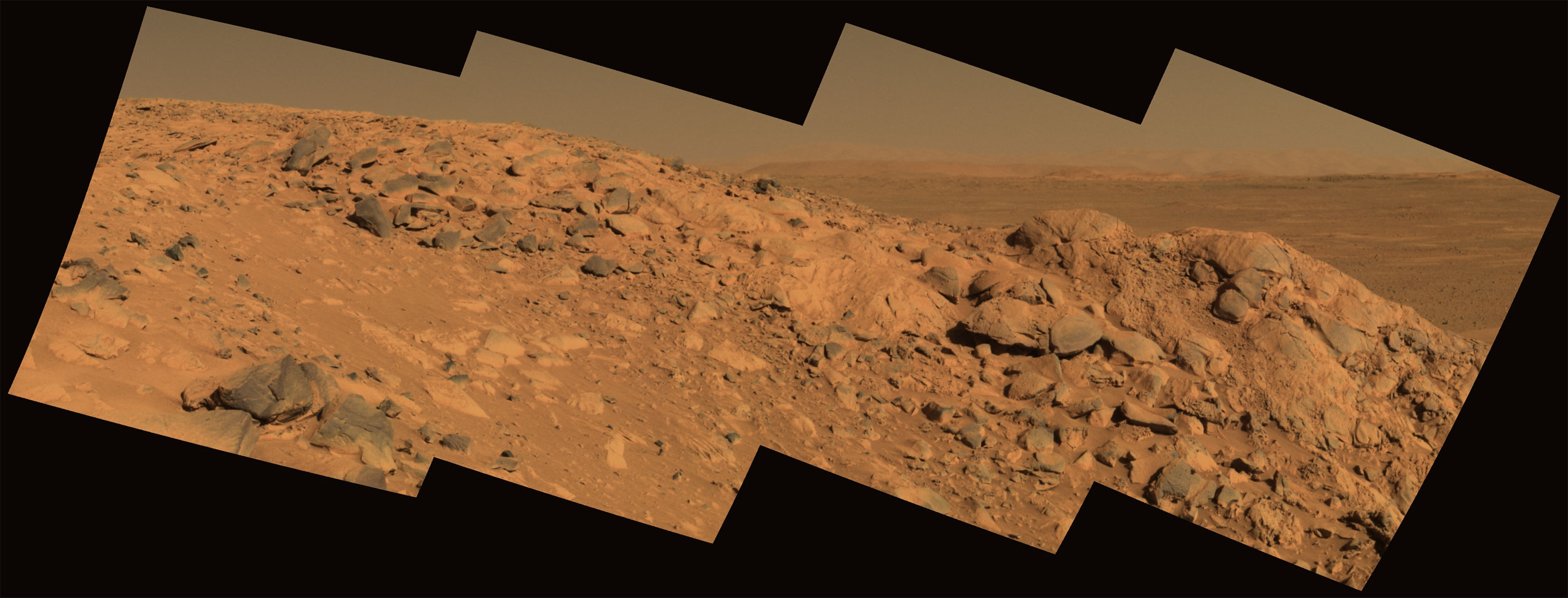
Imagem do afloramento rochoso Longhorn onde a rocha Clovis se encontra

Clovis é uma rocha situada na Colina Husband, colina esta pertencente às Colinas Columbia, dentro da Cratera de Gusev em Marte. Essa rocha está localizada no afloramento rochoso denominado Longhorn. Este afloramento foi atingido em Sol 210, ou seja em 5 de Agosto de 2004.

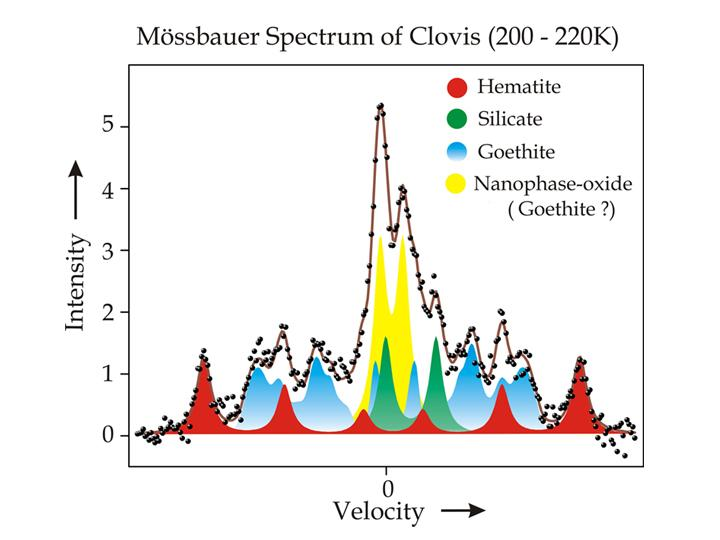
Resultado do espectrômetro Moessbauer na rocha Clovis

O que chamou a atenção dos cientistas para o afloramento rochoso é o fato de ter uma aparência arredondada, sem os habituais cantos e linhas retas das demais rochas basálticas e vulcânicas que cobrem o piso da Cratera de Gusev.
Inicialmente foram feitos sete furos de abrasão sobre a rocha, ficando com a forma semelhante das argolas olímpicas, para serem analisados pelo espectrômetro de raio-X, além do microscópio.
Posteriormente o Spirit efetuou um furo de 9 milímetros de profundidade durante o 216º dia de sua chegada a Marte, ou em 14 de agosto de 2004.

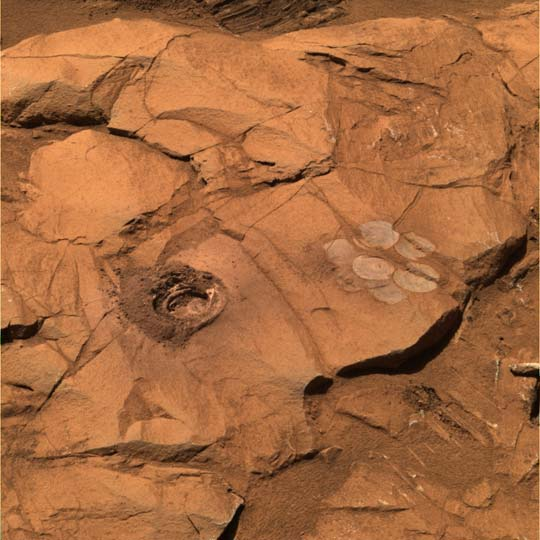
Imagem da rocha metamórfica denominada de Clovis

Os cientistas utilizaram o Espectrômetro Moessbauer e o espectrômetro de partículas de Raio-X para analisar o interior do furo desta rocha, composta de um minério de ferro denomonado de goethita, para determinar sua composição química.
A análise química do interior do furo revelou uma alta concentração de enxofre, bromo e cloro comparado com as outras rochas basálticas ou vulcânicas.
Isso pode indicar que a rocha Clovis foi quimicamente alterada, e que algum fluido tenha corrido por aquele depósito rochoso.
"Nós temos evidência que houve uma interação entre a água líquida que alterou a composição desta rocha," Disse o Dr. Steve Squyres da Cornell University, coordenador dos instrumentos de pesquisa científica dos veículos exploradores geológicos.
"Ela é diferente das rochas que estão sobre o plano, onde as camadas ou os veios aparentemente teriam sido formados pela ação de pequena quantidade de água. Aqui temos algo mais sólido, uma alteração mais profunda, sugerindo muita mais água" disse o Professor Squyres.
Este afloramento rochoso está situado um pouco acima do ponto denominado de West Spur, a 37 metros de altura da base da colina ou 55 metros do ponto de aterrissagem do Spirit.